# 李光宰
李光宰（：／ Lee Gwang-jae，1965年2月28日—），大韓民國自由派政治人物、社運人士、公務員，第17、18及21屆國會議員。盧武鉉的親信。
曾任江原道知事，但在2011年1月因捲入朴淵次賄賂案而被判處有期徒刑6個月，緩刑一年，褫奪公權10年。2019年末被時任總統文在寅特赦而得以恢復被選舉權，後再次當選國會議員。